# Atletica leggera agli XI Giochi panafricani - Salto triplo maschile
Il concorso del salto triplo maschile agli XI Giochi panafricani si è svolto il 14 settembre 2015 allo Stade Municipal de Kintélé di Brazzaville, nella Repubblica del Congo.
La competizione è stata vinta dal nigeriano Tosin Oke.

## Podio
| Oro     | Tosin Oke Nigeria         |
| Argento | Olumide Olamigoke Nigeria |
| Bronzo  | Mamadou Chérif Dia Mali   |

## Programma
| Data              | Ora | Evento |
| ----------------- | --- | ------ |
| 14 settembre 2015 |     | Finale |

## Risultati

### Finale
| Class   | Atleta                 | Nazione        | #1    | #2    | #3    | #4    | #5    | #6    | Risultati | Note             |
| ------- | ---------------------- | -------------- | ----- | ----- | ----- | ----- | ----- | ----- | --------- | ---------------- |
| Oro     | Tosin Oke              | Nigeria        | 16.44 | 16.69 | 17.00 | x     | x     | x     | 17.00     |                  |
| Argento | Olumide Olamigoke      | Nigeria        | 16.73 | 16.60 | 16.98 | 16.54 | 16.58 | x     | 16.98     |                  |
| Bronzo  | Mamadou Chérif Dia     | Mali           | x     | 16.29 | 16.55 | 15.96 | x     | x     | 16.55     | Record nazionale |
| 4       | Roger Haitengi         | Namibia        | 16.12 | 16.37 | x     | 16.40 | x     | 16.20 | 16.40     |                  |
| 5       | Fabrice Zango          | Burkina Faso   | 15.81 | x     | 15.95 | 16.28 | 16.36 | 16.12 | 16.36     |                  |
| 6       | Louhab Kafia           | Algeria        | 15.33 | 16.06 | x     | 14.76 | 15.85 | 15.59 | 16.06     |                  |
| 7       | Elijah Kimitei         | Kenya          | 15.49 | 15.92 | 15.50 | 14.83 | –     | –     | 15.92     |                  |
| 8       | Andrew Issaka          | Rep. del Congo | 15.91 | x     | x     | x     | x     | 14.68 | 15.91     | Record nazionale |
| 9       | Vincent Okot           | Uganda         | 15.28 | 15.47 | 15.56 |       |       |       | 15.56     |                  |
| 10      | Tera Langat            | Kenya          | 14.67 | 15.36 | 14.92 |       |       |       | 15.36     |                  |
| 11      | Aude Damba Diamana     | Rep. del Congo | x     | 14.97 | 15.29 |       |       |       | 15.29     |                  |
| 12      | Armand Tsoaoule        | Camerun        | 14.62 | 15.13 | 15.21 |       |       |       | 15.21     |                  |
| N.D.    | Kiplagat Ruto          | Kenya          | x     | x     | x     |       |       |       | nm        |                  |
| N.D.    | Tesfaye Nedesa         | Etiopia        |       |       |       |       |       |       | dns       |                  |
| N.D.    | Godfrey Khotso Mokoena | Sudafrica      |       |       |       |       |       |       | dns       |                  |